# Crematogaster aberrans
Crematogaster aberrans es una especie de hormiga acróbata del género Crematogaster, categorizada en la tribu Crematogastrini, de la subfamilia Myrmicinae. Fue descrita por Forel en 1892.

## Distribución
Se distribuye por China, India y Tailandia.

## Hábitat
Habita en la selva tropical. Se ha encontrado a elevaciones de 290 m s. n. m.